# Rincón Chileno
Rincón Chileno es un restaurante, delicatesen y panadería chilena en Los Ángeles, California. Fundada en 1973, es propiedad de los inmigrantes chilenos Ricardo y Cristina Flores. Después del golpe de Estado en Chile de 1973, se convirtió en un lugar de reunión para la comunidad inmigrante chilena en el área de Los Ángeles, quienes lo apodaron el «segundo consulado chileno».

## Historia
Ricardo y Cristina Flores, propietarios de Rincón Chileno, llegaron por primera vez a los Estados Unidos como recién casados desde Chile en 1969. Originalmente sus intenciones eran quedarse en Estados Unidos temporalmente y luego regresar a Chile para criar a su familia. Sin embargo, a su regreso el país se encontraba en una depresión económica provocada por el plan Vuskovic y la oposición estadounidense contra el gobierno de Salvador Allende. Ricardo y Cristina Flores decidieron emigrar permanentemente a los Estados Unidos; Ricardo luego trajo consigo a su madre y a su padrastro.
Rincón Chileno se fundó en 1973. Se originó a partir de la madre y el padrastro de Ricardo, quienes preparaban y servían comida tradicional a los miembros de un club chileno local en Los Ángeles. Cuando un par de locales comerciales en Melrose Avenue quedaron disponibles, los alquilaron y montaron un restaurante con una tienda de delicatessen y una panadería adyacentes.
Inicialmente, Rincón Chileno tenía pocos clientes. Después del golpe de Estado en Chile de 1973, que llevó a muchos chilenos a emigrar al área de Los Ángeles, los negocios mejoraron. Como muchos de los inmigrantes recién llegados habían sido tanto partidarios de como opositores a Allende, Flores decidió mantener su negocio políticamente neutral. «Les digo a mis hijos y a mi esposa que aquí no hablamos de política», dijo en 2018. «Tenemos que servir a este y a aquel lado».
En los años inmediatamente posteriores al golpe, Rincón Chileno se convirtió en un lugar de reunión para la comunidad chilena en el área de Los Ángeles. Además de comida, también vendía periódicos chilenos, se convirtió en una fuente de intercambio de noticias desde casa y proporcionó a los inmigrantes chilenos ayuda para aclimatarse a los Estados Unidos. Como resultado, se le apodó el «segundo consulado chileno» en Los Ángeles. En una reseña de 1993 para el periódico Los Angeles Times, el crítico gastronómico Jonathan Gold dijo que «Rincón Chileno es tanto un centro comunitario como un restaurante». «Gracias a Dios que Rincón Chileno cumplió una tarea en ese tiempo de unificar un poco a los chilenos y eso me hace sentir bien», dijo Flores en 2023.
Se abrió un segundo local de Rincón Chileno en el suburbio de Lawndale.

## Menú
Rincón Chileno se especializa en cocina tradicional chilena. Entre los platos que han recibido comentarios de la prensa se incluye su congrio frito, un plato de anguila frita. Gold, quien elogió el plato, lo describió como «algo parecido a un plato de fish 'n' chips de gran tamaño, acompañado de una ensalada de tomate picado que es como un pico de gallo chileno».
En 1987, el Los Angeles Times se refirió al pastel de choclo de Rincón Chileno como su producto más popular. También decía que probablemente era el único lugar en el área de Los Ángeles donde se podía pedir erizos al matico, un plato de erizo de mar servido con pebre. Gold escribió en 1993 que era «delicioso, repleto de nutrientes afrodisíacos, pero realmente demasiado rico para comer más de unos pocos bocados, incluso si estás tratando de preservar el honor de tu país». También se han comentado favorablemente sus humita s y su pan amasado. Este último fue descrito por el Los Angeles Times en 1984 como «como versiones ampliadas de las galletas de levadura en polvo que probablemente solían hacer tu madre y/o tu abuela».
Las empanadas de Rincón Chileno fueron catalogadas entre las mejores de Los Ángeles por LAist en 2016.

## Recepción

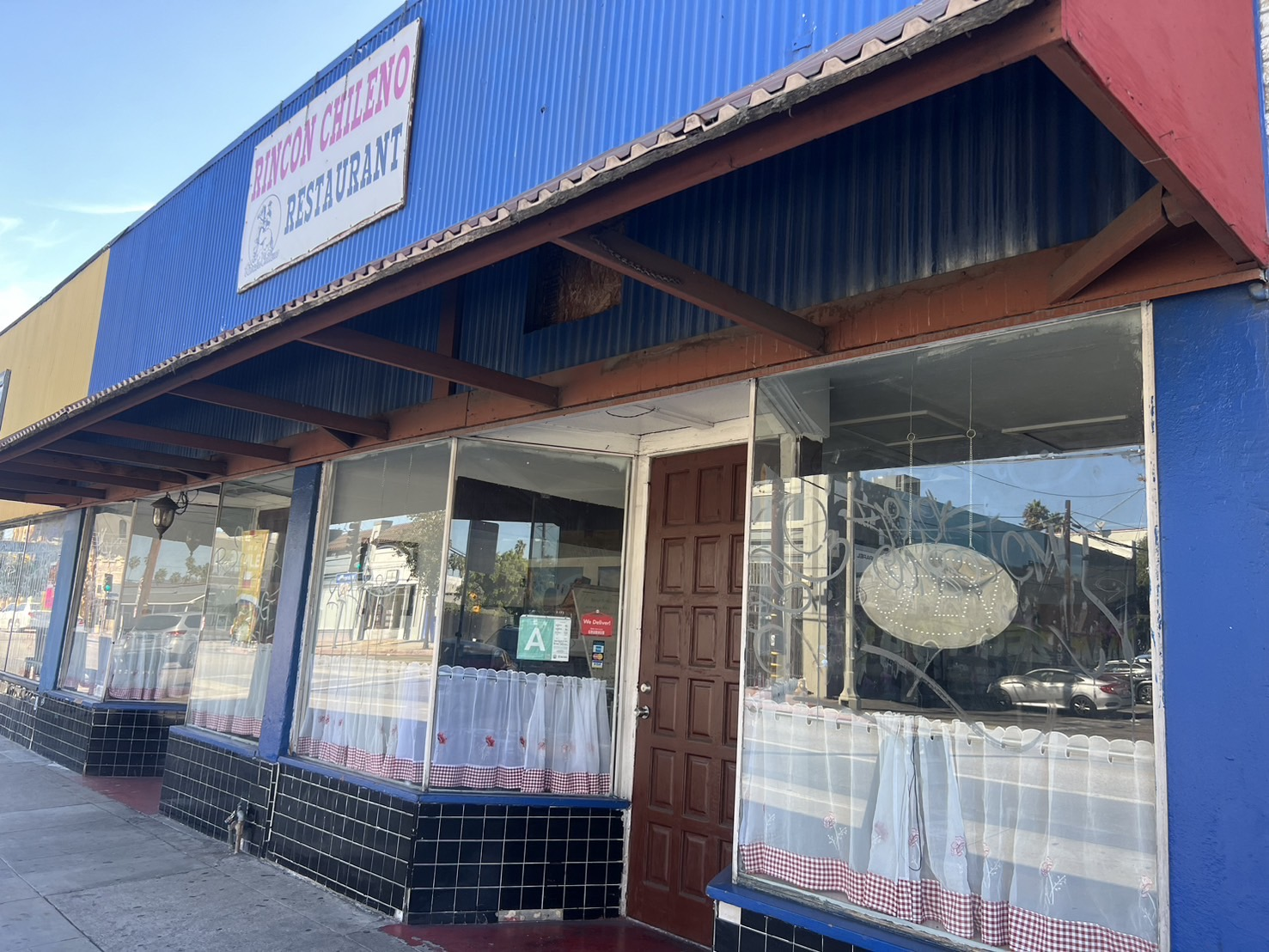
Exterior del restaurante Rincón Chileno.

En una reseña de 1977 para el LA Weekly, Jack Livingston escribió que se sintió como si hubiera «entrado en una distorsión del tiempo» al ingresar a Rincón Chileno, al que describió como «un café local en una calle de verano en Valparaíso, alrededor de 1937». Una reseña de Los Angeles Times de 1985 decía que Rincón Chileno atraía negocios de estudiantes del Los Angeles City College.

Gold describió el restaurante en 1993:
Rincón Chileno es un restaurante étnico tradicional en el extremo este de Melrose, famoso en su época como un lugar para una cita exótica, con una atmósfera más parecida a la de los restaurantes latinos del West Village de Nueva York que a los lugares más pintorescos pero ultra auténticos que uno espera encontrar ahora en Hollywood.
Agregó que la espera para conseguir un asiento sin reserva le permitiría la oportunidad de recorrer la tienda de delicatesen y la panadería de al lado para hacer un «pícnic en el auto». Por eso dijo que era «posiblemente el único restaurante en [Los Ángeles] donde puede ser placentero que te rechacen».